# Fail Safe
Fail-Safe (bra: Limite de Segurança; prt: Missão Suicida) é um filme estadunidense de 1964, dos gêneros guerra,suspense e drama, dirigido por Sidney Lumet, com roteiro de Walter Bernstein baseado no romance Fail-Safe, de Eugene Burdick e Harvey Wheeler.

## Sinopse
A ação se passa em 1964, no auge da Guerra Fria. Devido a um erro em seus aparelhos de defesa, os computadores do Strategic Air Command, órgão governamental americano responsável pela estratégia e tática da defesa nuclear, determinam a um grupo de seis bombardeiros atômicos que ultrapassem o ponto chamado "limite de segurança" e destruam Moscou com duas bombas atômicas. Alarmado, o governo americano tenta de todas as formas chamar seus aviões de volta, mas os pilotos ignoram as ordens verbais, uma vez que seu treinamento o exige; tampouco conseguem abater os aviões. Impotente, e se deparando com a ameaça soviética de retaliação atômica total, o presidente americano faz ao premiê soviético uma proposta que poderá evitar a guerra total: ele determinará a destruição de Nova Iorque caso Moscou seja destruída. Inicia-se, assim, uma corrida contra o tempo.

## Processo
Fail Safe e Dr. Strangelove foram produzidos no período após a Crise dos Mísseis de Cuba, quando as pessoas se tornaram muito mais sensíveis à ameaça de guerra nuclear. Fail Safe se assemelhava tanto ao romance Alerta Vermelho, de Peter George, no qual Dr. Strangelove foi baseado, que o roteirista/diretor de Dr. Strangelove, Stanley Kubrick, e George entraram com um processo de violação de direitos autorais. O caso foi resolvido extrajudicialmente. O resultado do acordo foi que a Columbia Pictures, que havia financiado e estava distribuindo Dr. Strangelove, também comprou Fail Safe, que tinha sido uma produção financiada independentemente. Kubrick insistiu para que o estúdio lançasse seu filme primeiro.

## Recepção
Quando Fail Safe estreou em outubro de 1964, recebeu excelentes críticas, mas seu desempenho de bilheteria foi ruim. Seu fracasso se baseou na semelhança entre ele e a sátira de guerra nuclear Dr. Strangelove, que havia aparecido nos cinemas primeiro, em janeiro de 1964. Ainda assim, o filme mais tarde foi aplaudido como um thriller da Guerra Fria. O romance vendeu até as décadas de 1980 e 1990, e o filme recebeu notas altas por manter a essência do romance. Ao longo dos anos, tanto o romance quanto o filme foram bem recebidos por sua representação de uma crise nuclear, apesar de muitas críticas rejeitarem a noção de que uma falha na comunicação poderia resultar no comando errôneo retratado no romance e no filme.

## Elenco
- Henry Fonda .... presidente dos Estados Unidos
- Walter Matthau .... professor Groeteschele
- Dan O'Herlihy .... general-brigadeiro Warren A. Black
- Larry Hagman .... Buck
- Fritz Weaver .... coronel Cascio
- William Hansen .... secretário de defesa Swenson